# Bistum Kaolack
Das Bistum Kaolack (lateinisch : Dioecesis Kaolackensis) ist eine in Senegal gelegene römisch-katholische Diözese mit Sitz in Kaolack. Es umfasst die Regionen Kaolack und Kaffrine. 

## Geschichte
Papst Pius XII. gründete die Apostolische Präfektur Kaolack mit der Apostolischen Konstitution Firmissima libertatis am 21. Januar 1957	aus Gebietsabtretungen des Bistums Ziguinchor und des Erzbistums Dakar. 
Am 6. Juli 1965 wurde sie mit der Apostolischen Konstitution Christi Vicarii zum Bistum erhoben und es wurde dem Erzbistum Dakar als Suffragandiözese unterstellt. Einen Teil seines Territoriums verlor es am 13. August 1970 an die Apostolischen Präfektur Tambacounda.

## Ordinarien

### Apostolischer Präfekt von Kaolack
- Théophile Albert Cadoux MSC (29. März 1957 – 6. Juli 1965)

### Bischöfe von Kaolack
- Théophile Albert Cadoux MSC (6. Juli 1965 – 1. Juli 1974 zurückgetreten)
- Théodore-Adrien Sarr (1. Juli 1974 – 2. Juni 2000, dann Erzbischof von Dakar)
- Benjamin Ndiaye, (15. Juni 2001–22. Dezember 2014, dann Erzbischof von Dakar)
- Martin Boucar Tine SSS (seit 25. Juli 2018)